# 旧城镇 (平果市)
旧城镇，是中华人民共和国广西壮族自治区百色市平果市下辖的一个乡镇级行政单位。

## 行政区划
旧城镇下辖以下地区：
兴宁村、教美村、望力村、同利村、康马村、菊良村、六岸村、民江村、庆兰村、坡那村、龙贤村、新更村、局马村、绿红村、绿园村、富升村、发达村、那达村和六达村。